# Bilstein (Vogelsberg)
Der Bilstein ist ein 665,5 m ü. NHN hoher Berg im Vogelsberg ostsüdöstlich von Busenborn, einem Ortsteil von Schotten. Die Basaltfelsen auf dem Gipfel des ansonsten dicht bewaldeten Berges sind ein guter Aussichtspunkt.

## Geologie
Die Felsklippe des Bilstein besteht aus Basanit, einem basaltischen Vulkangestein. Erkennbar sind mehr oder weniger senkrecht stehende plattig-bankige Strukturen längs zur Klippe. Diese wird als durch Erosion freigelegter Rest einer Spaltenfüllung gedeutet. Die zugehörige, ehemalige Förderspalte erstreckte sich in einer Schwächezone von hier aus nach Norden über den Gackerstein bis zum Burgberg in Ulrichstein. In das Gestein sind zahlreiche sogenannte Olivinknollen eingelagert, Einschlüsse (Xenolithe) von Peridotit, durch das Hauptmineral Olivin grünlich gefärbt. Diese zeigen an, dass das Magma in kurzer Zeit direkt aus dem oberen Erdmantel aufgestiegen sein muss.

## Aussicht
Vom Gipfel erblickt man an klaren Tagen im Südwesten den Odenwald. Im westsüdwestlicher Richtung ist die Skyline von Frankfurt am Main sichtbar, direkt dahinter der Donnersberg in der Pfalz. Im Westen dominiert der Taunus mit dem Großen Feldberg. Im Nordwesten reicht der Blick bis zum Westerwald, dem Dünsberg bei Gießen sowie bis zum Rothaargebirge im äußersten Nordnordwesten. Darüber hinaus lässt sich vom Bilstein aus die gesamte Wetterau überblicken.

## Zugang
Vom Parkplatz am Segelflugplatz an der L 3338 zwischen Breungeshain und Sichenhausen bzw. Schotten und Grebenhain erreicht man den Bilstein in 15 bis 20 Minuten, indem man dem mit einem Balken markierten Weg nach SW folgt und nach ca. 400 m am Hinweisschild „Bilstein“ auf einen steilen, minder guten Weg abbiegt. Auch von Busenborn aus ist der Gipfel erreichbar. Hierbei handelt es sich allerdings um einen über 1 km langen steilen Pfad. Die letzten Meter auf den Bilstein überwindet man in leichter Kletterei.

## Brauchtum
Am Samstag vor Pfingsten wird von den Junggesellen aus Busenborn eine Maie auf dem Bilstein aufgestellt und eine Nacht lang bewacht.

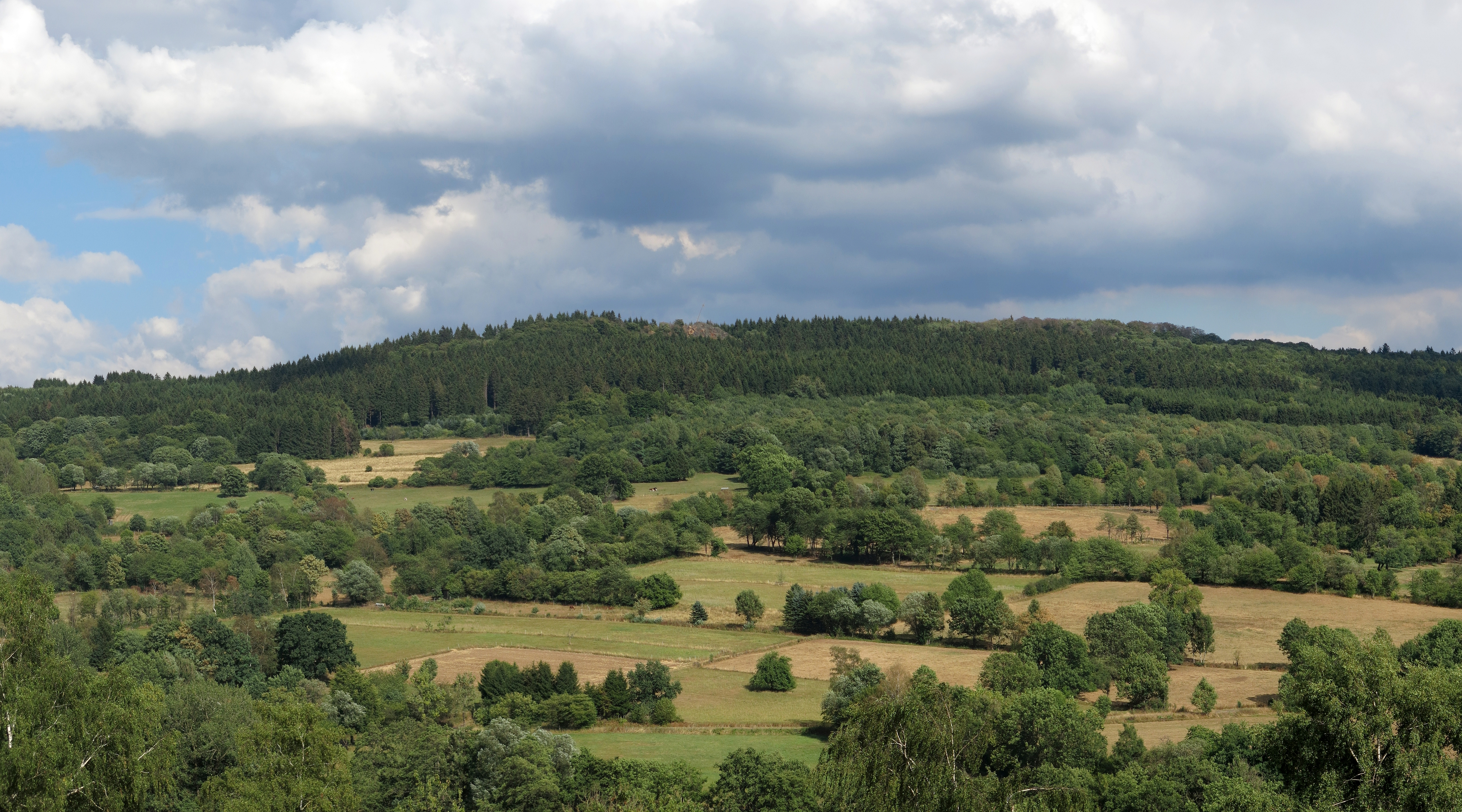
Gesamtansicht von Westen
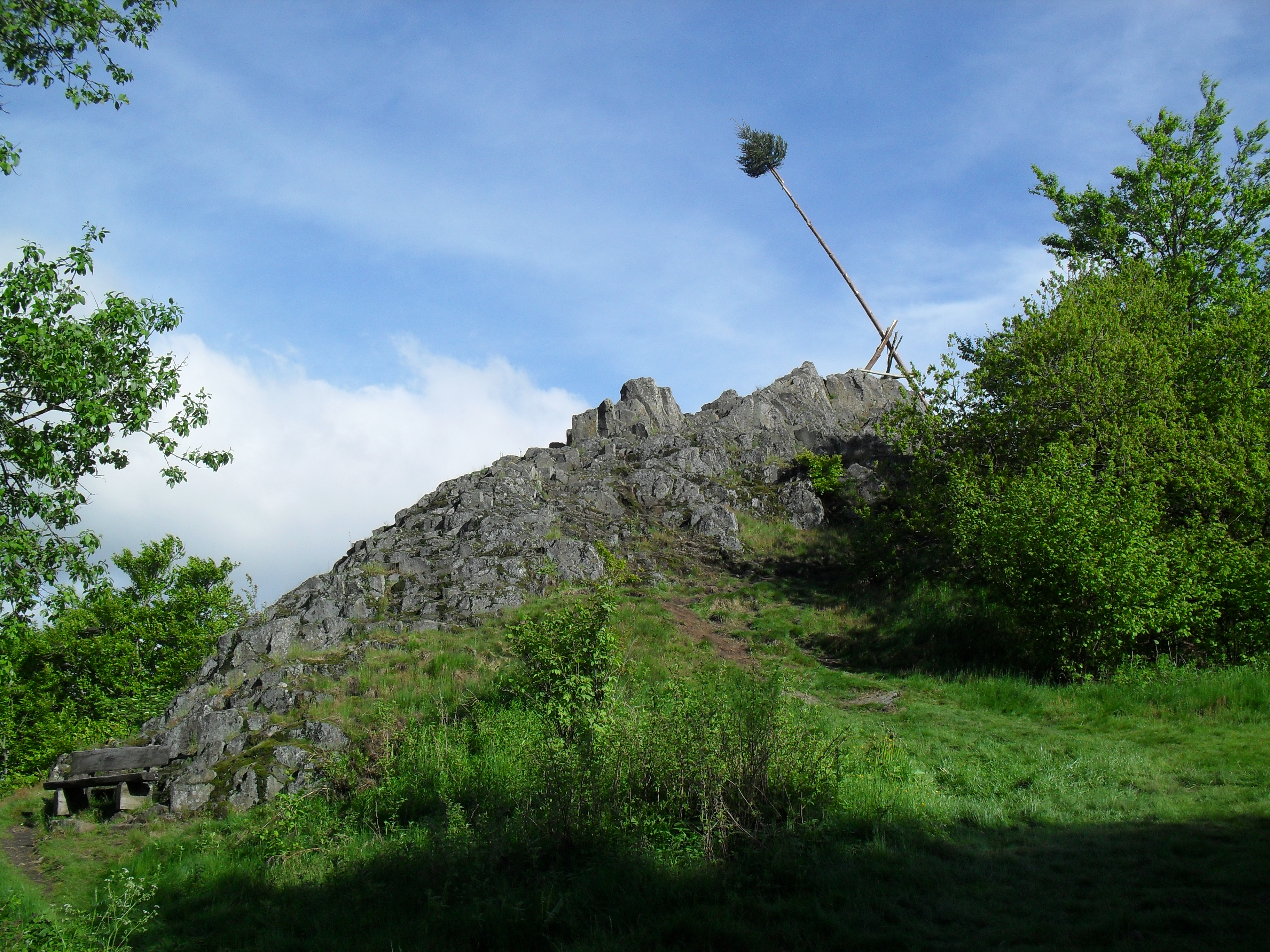
Bilstein mit Maie
Aussichtsmöglichkeiten